# Chlorocyphidae
Chlorocyphidae – rodzina średniej wielkości ważek równoskrzydłych (Zygoptera). Obejmuje ponad 160 gatunków zgrupowanych w rodzajach: 
- Africocypha
- Aristocypha
- Calocypha
- Chlorocypha
- Cyrano
- Disparocypha
- Heliocypha
- Heterocypha
- Indocypha
- Libellago
- Melanocypha
- Pachycypha
- Platycypha
- Rhinocypha
- Rhinoneura
- Sclerocypha
- Stenocypha
- Sundacypha
- Watuwila

Rodzajem typowym rodziny jest Chlorocypha.
Samce są jaskrawo ubarwione, samice jasnobrązowe.